# Dame de la Montagne

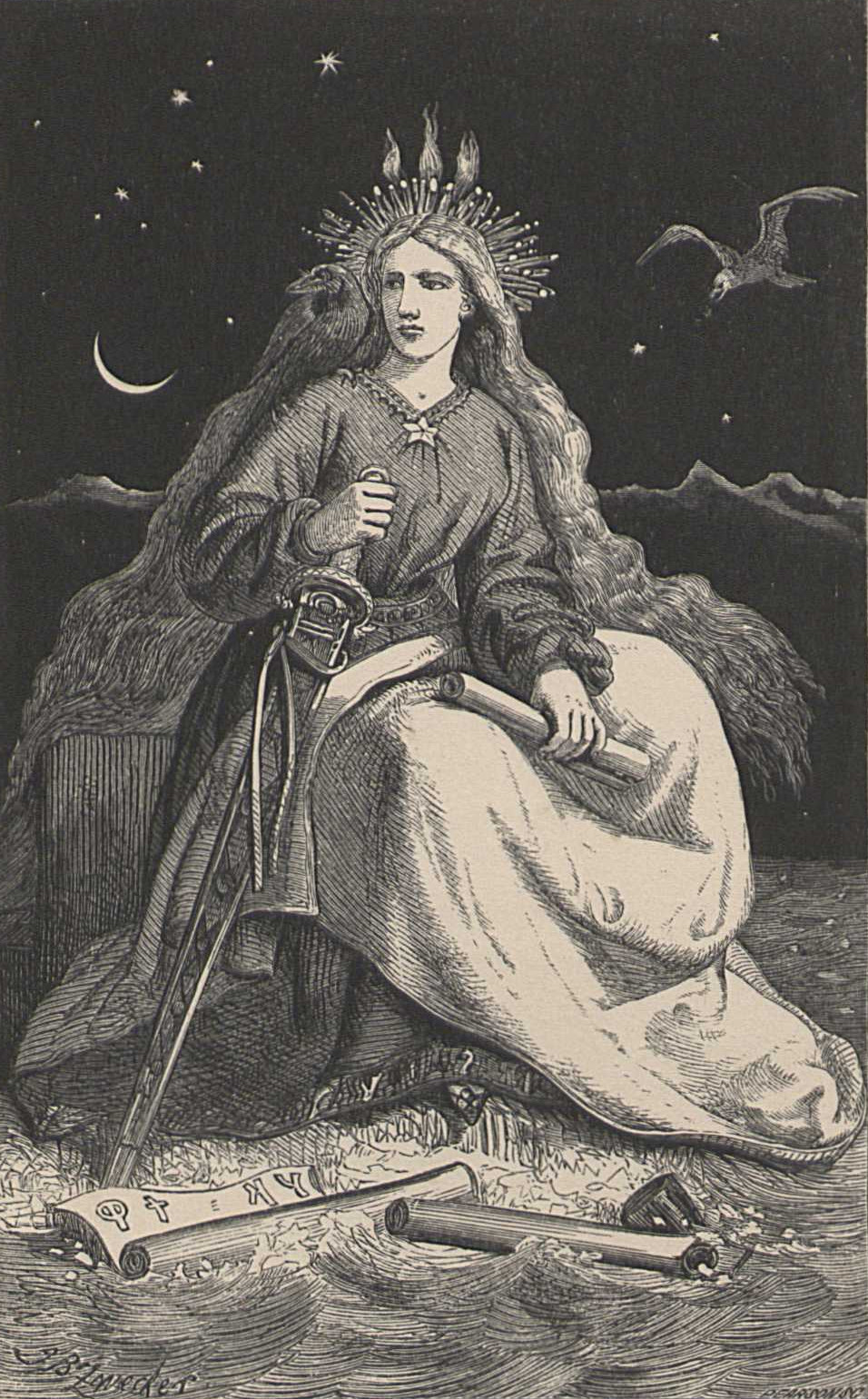
Première gravure de la Dame de la Montagne (Johann Baptist Zwecker, 1866).

La Dame de la Montagne (Fjallkonan en islandais) est l'incarnation féminine de l'Islande.
Elle a été décrite pour la première fois dans le poème Ofsjónir d'Eggert Ólafsson en 1752. Son nom a été mentionné pour la première fois dans le poème de Bjarni Thorarensen Eldgamla Ísafold. Dès lors, elle devient un symbole connu dans la poésie islandaise.
La première image de la Dame de la Montagne est apparue dans une traduction en anglais des légendes populaires islandaises, Icelandic legends (1864-1866). Une image sur une carte commémorative du jour de la fête nationale de 1874, dessinée par Benedikt Gröndal, est également très populaire.
L'habit de la Dame a été présenté pour la première fois à Winnipeg (Canada) en 1924. À partir de l'établissement de la République islandaise en 1944, la lecture d'un poème par la Dame de la Montagne le 17 juin, jour de la Fête nationale islandaise, est devenue une tradition.